# 戸出公園

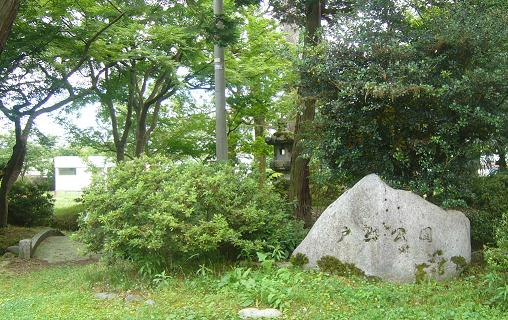
戸出公園（入口）

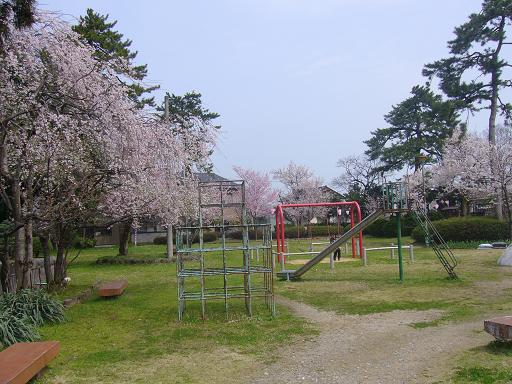
春の戸出公園

戸出公園（といでこうえん）は、富山県高岡市戸出町1丁目にある公園である。

## 概要
- 面積は24.7アール。
- 江戸時代初期、この地は千保川の川原であった。昭和になってからもこのあたりは川原と呼ばれていた。現在も「川原の宮」と呼ばれる祠がある。
- 庄川の本流が千保川から中田川（現在の流れ）となった江戸時代中期以降、この川原跡地にはすり鉢型の相撲場が作られた。戸出相撲は加賀、能登、越中3国の中でも有名な地方相撲として知られ、戸出からは多くの名力士が誕生した。
- 明治42年7月、広瀬という名の園芸師が泉水を引き、岩石を移して造園を行い現在のような公園らしい風致となった。
- 枝振りの良い老松も多いために観月に適し、また桜の木も多いために満開時期には花見客があふれた。四季を通じて町民憩いの場として愛されてきた。また、付近町村小学校の遠足の場所としても利用された。
- 昭和43年、相撲場は埋め立てられ現在に至っている。
- 公園内の川原の宮横には、木曾義仲の駒繋ぎの松伝説を遺す石碑が建立されている。

## 川原の宮
- 川原の宮（かわらのみや）は、もとは嘉永6年（1853年）に創建された大学島金毘羅社と呼ばる神社であった。金山彦尊が祀られていたが明治42年（1909年）に戸出野神社に合祀された（大学島はこの地の字名）。
- 舟出祈願の守護神として戸出開祖の川合家が建立したものとも、また海運業で財を成した戸出の豪商竹村屋茂兵衛が航行安全のために水運の神を祀ったものとも伝えられている。